# Relatieverslaving
Een relatieverslaving is in de psychologie het onvermogen van een persoon om een relatie te verbreken met iemand die de persoon psychische of lichamelijke schade toebrengt. Het betekent niet dat iemand verslaafd is aan het aangaan van nieuwe relaties, maar dat iemand geen einde kan brengen aan een liefdeloze relatie, waarbij de prognose geen goed vooruitzicht biedt.

## Omschrijving
Personen die lijden aan een relatieverslaving zijn vaak extreem zorgzaam en gaan tot het uiterste om hun 'beschadigde' partner te redden door hem of haar gelukkig te maken. Dat de partner de persoon liefdeloos, kil en soms zelfs gewelddadig behandelt, wordt verweten aan de emotionele beschadiging. De persoon gelooft dat zijn of haar partner wel zou veranderen als hij of zij maar zijn best doet. Vrouwen lijden vaker aan een relatieverslaving dan mannen. Meestal zijn dit emotioneel beschadigde vrouwen die onbewust op een beschadigde man vallen.